# Rafałówka
Rafałówka est un village dans le district administratif de Gmina Zabłudów, dans le  Powiat de Białystok, dans la voïvodie de Podlachie, au nord-est de la Pologne à proximité de la frontière de la Biélorussie. Il est situé à 6 km au sud de Zabłudów et 13 au sud-est de la capitale régionale de Białystok.
La population du village s'élève à 490 habitants.

## Galerie

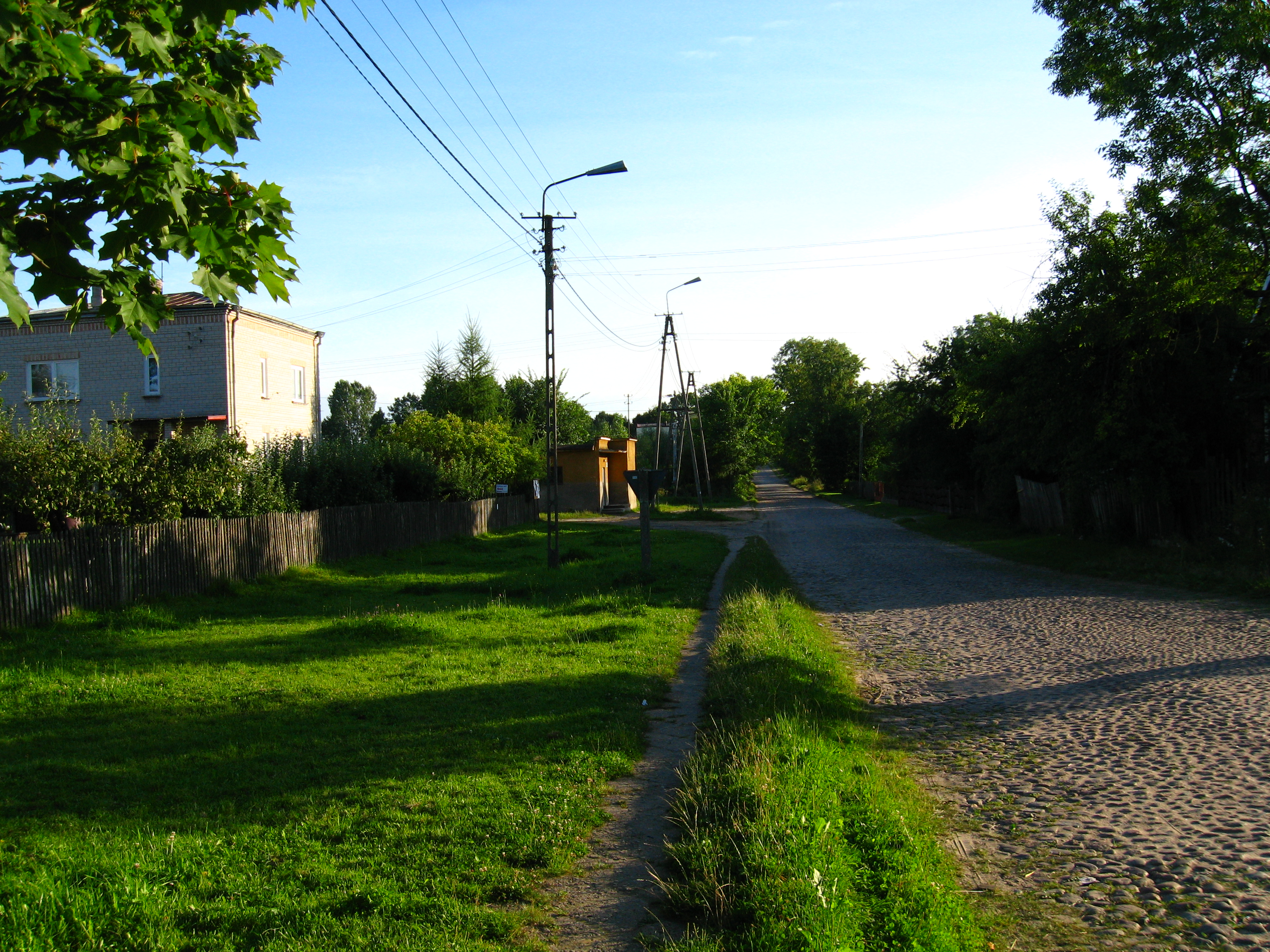
Podlaskie - Zabludow - Rafalowka - route - SSW
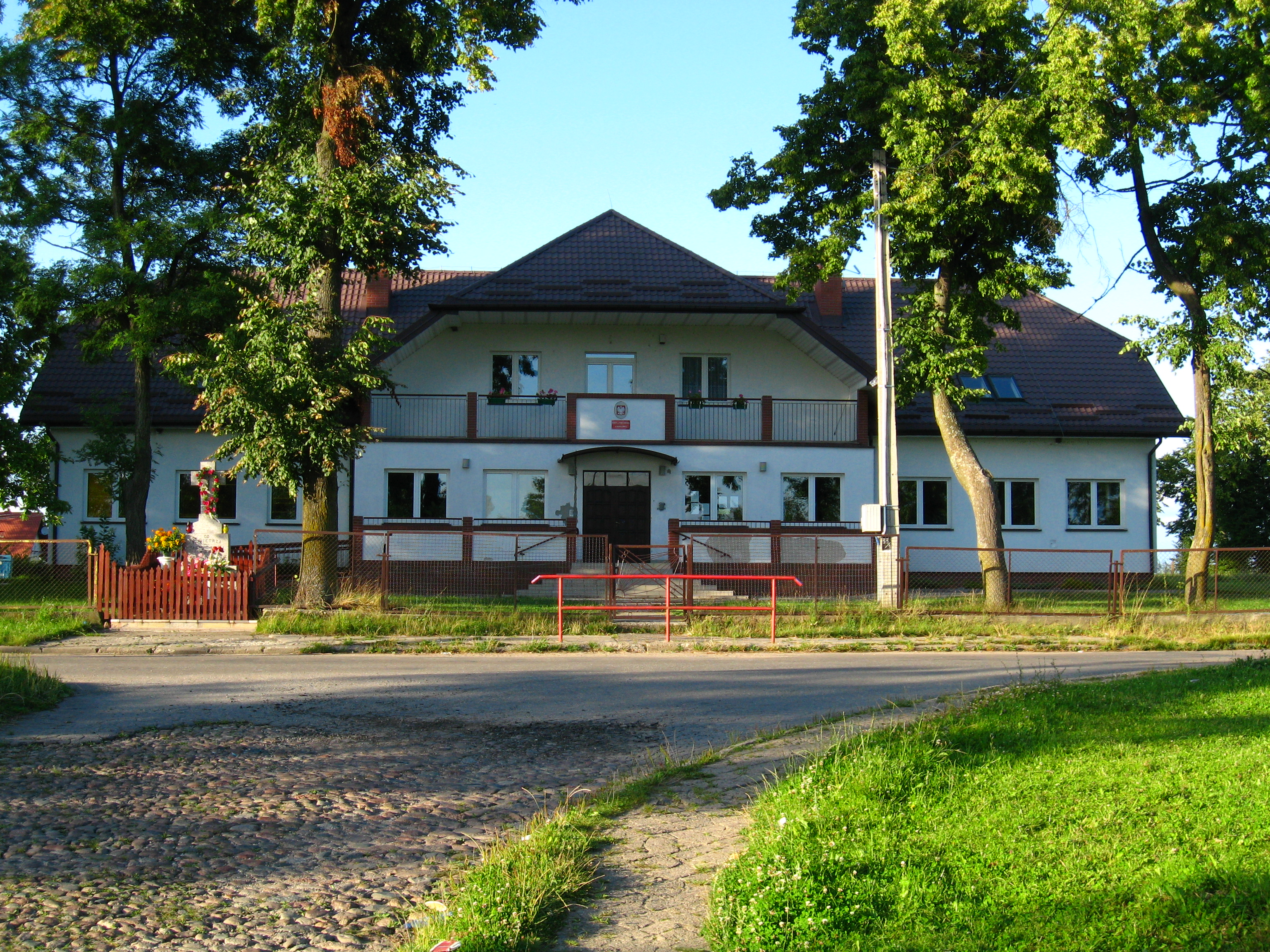
Podlaskie - Zabludow - Rafalowka - école